# ليلاند بيل
ليلاند بيل (بالإنجليزية: Leland Bell)‏ هو رسام أمريكي، ولد في 17 سبتمبر 1922، وتوفي في 18 سبتمبر 1991.